# Tyszkiewiczowie herbu Leliwa

Leliwa II - herb szlachecki rodu Tyszkiewiczów

Herb hrabiów Tyszkiewiczów

Tyszkiewiczowie herbu Leliwa – polska rodzina arystokratyczna, pochodząca z Wielkiego Księstwa Litewskiego. Posiadają tytuł hrabiowski.
Forma żeńska Tyszkiewicz/Tyszkiewiczowa, panna Tyszkiewiczówna, w liczbie mnogiej Tyszkiewiczowie. Niektórzy członkowie rodziny byli znani także pod litewską formą nazwiska Tiškevičius.

## Historia rodu
Wywodzą się od ruskiego bojara Kalenika Miszkowicza, posiadacza w XV wieku z nadania księcia wołyńskiego Świdrygiełły dóbr w ziemi kijowskiej. W XVI wieku potomkowie Kalenika – Wasyl (syn Tyszki), Gawryło i Michaił, wówczas dworzanie hospodara litewskiego, stali się posiadaczami majątków w powiecie słonimskim na Litwie. Wasyl, który pełnił urząd wojewody podlaskiego, a potem smoleńskiego, w 1569 roku stał się hrabią z nadania Zygmunta Augusta. Z kolei Gawryło (Gabriel) miał potomka Szczęsnego Tyszkiewicza, stolnika derpskiego i powiatowego rotmistrza grodzieńskiego pospolitego ruszenia, męża Eufrazyny z Tyszkiewiczów, stolnikówny słonimskiej. W połowie XVII wieku stał się on właścicielem Krzywego Stoku (Tabeńszczyzny, później Różanegostoku), założenia dworsko-ogrodowego istniejącego od lat 80. XVI wieku, należącego przedtem do spadkobierców kawalkatora Zygmunta Augusta Scipiona del Campo. Szczęsny i Eufrozyna byli fundatorami kościoła i klasztoru dominikanów w folwarku Różanystok w ich posiadłościach.

## Tyszkiewiczowie gałęzi litewskiej i ruskiej
- Beata Tyszkiewicz, aktorka
- Benedykt Tyszkiewicz, marszałek gubernialny kowieński
- Benedykt Henryk Tyszkiewicz, fotograf, kolekcjoner, podróżnik
- Jan Michał Tyszkiewicz, poseł
- Józef Ignacy Tyszkiewicz, pułkownik wojsk litewskich, starosta wielatycki, odznaczony Orderem Orła Białego
- Eustachy Tyszkiewicz, archeolog
- Felicjan Tyszkiewicz (1719–1792), generał
- Janusz Tyszkiewicz Skumin, wojewoda
- Janusz Tyszkiewicz Łohojski, wojewoda kijowski
- Jerzy Tyszkiewicz, biskup wileński
- Konstanty Tyszkiewicz, archeolog
- Ludgarda Tyszkiewicz, właścicielka Czarnolasu
- Ludwik Tyszkiewicz, hetman polny litewski, marszałek wielki litewski, zbudował Pałac Tyszkiewiczów w Warszawie
- Michał Tyszkiewicz, ziemianin, urzędnik MSZ, mąż Hanki Ordonówny, autor tekstów jej piosenek
- Michał Tyszkiewicz, publicysta, malarz, dyplomata, nominowany do Pokojowej Nagrody Nobla
- Pius Tyszkiewicz, ziemianin
- Stefan Tyszkiewicz, hrabia, inżynier i wynalazca. Członek Rady Narodowej w Londynie
- Wasyl Tyszkiewicz, marszałek hospodarski, wojewoda podlaski i smoleński, starosta krasnosielski, czerkaski, kaniowski, miński, wołkowyski, piński, bobrujski, aiński, ewangelik

### Osoby skoligacone
- Maja Komorowska-Tyszkiewicz, aktorka, żona Jerzego Tyszkiewicza
- Hanka Ordonówna, piosenkarka, żona Michała Tyszkiewicza

## Pałace

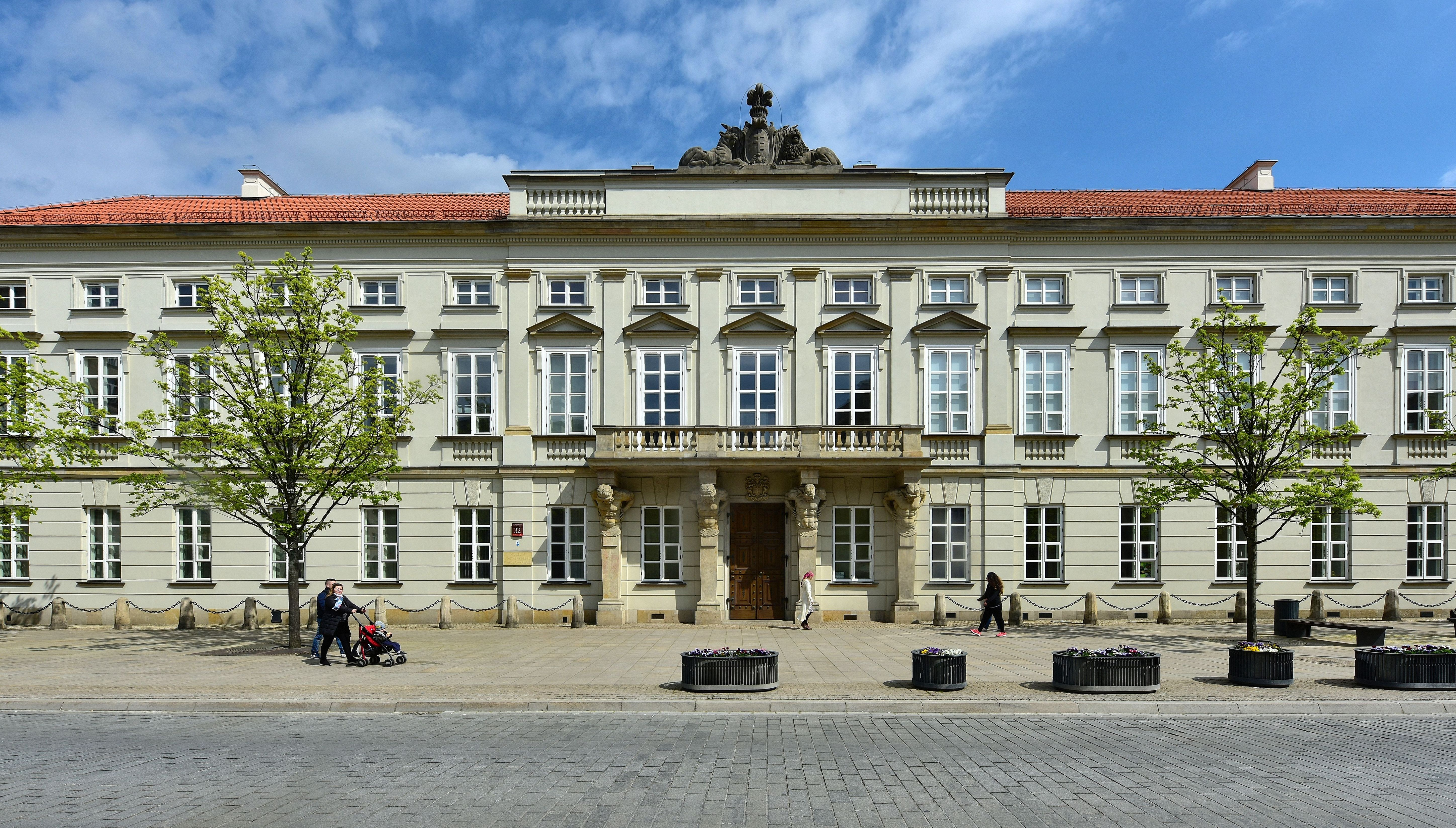
Pałac w Warszawie
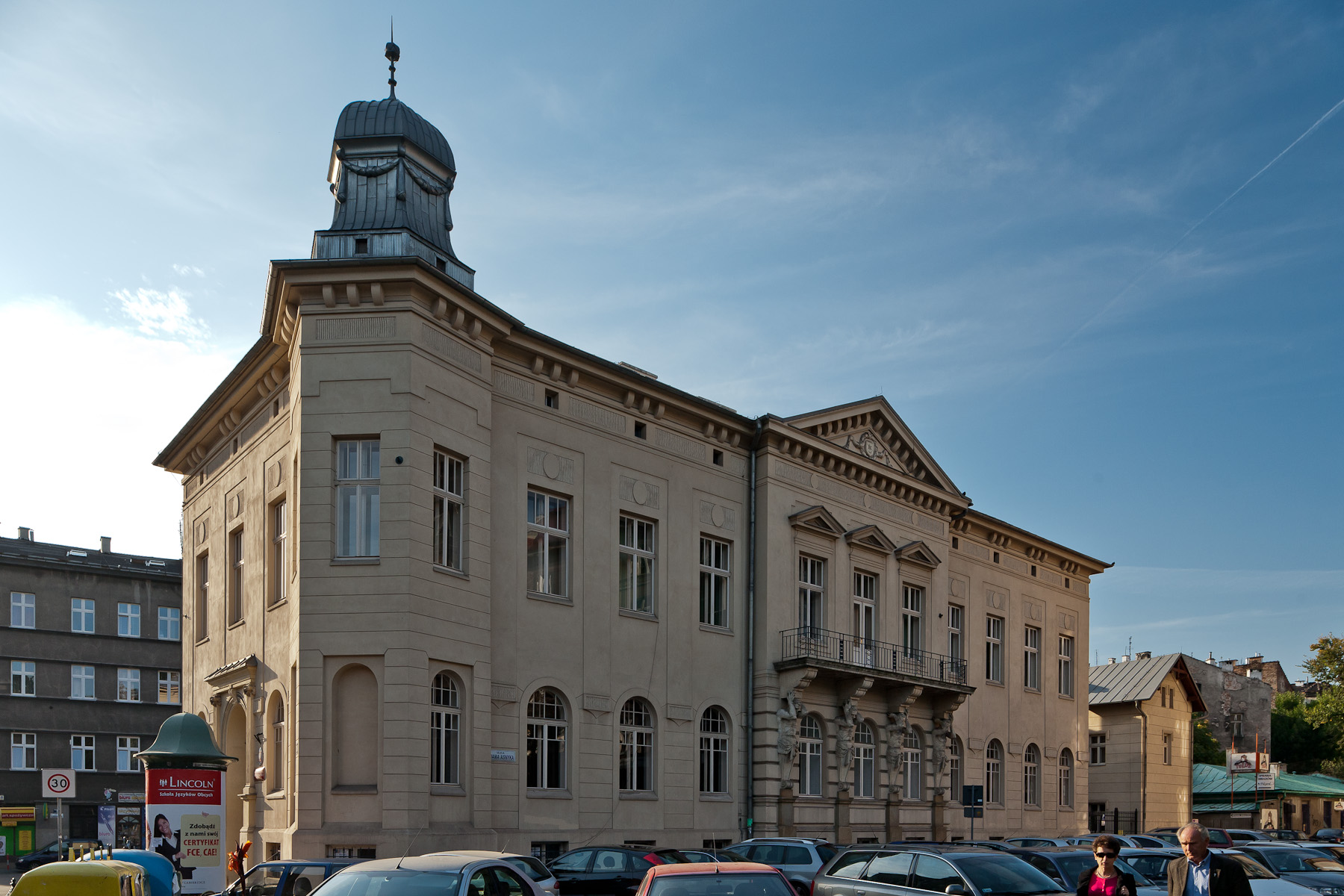
Pałac w Krakowie
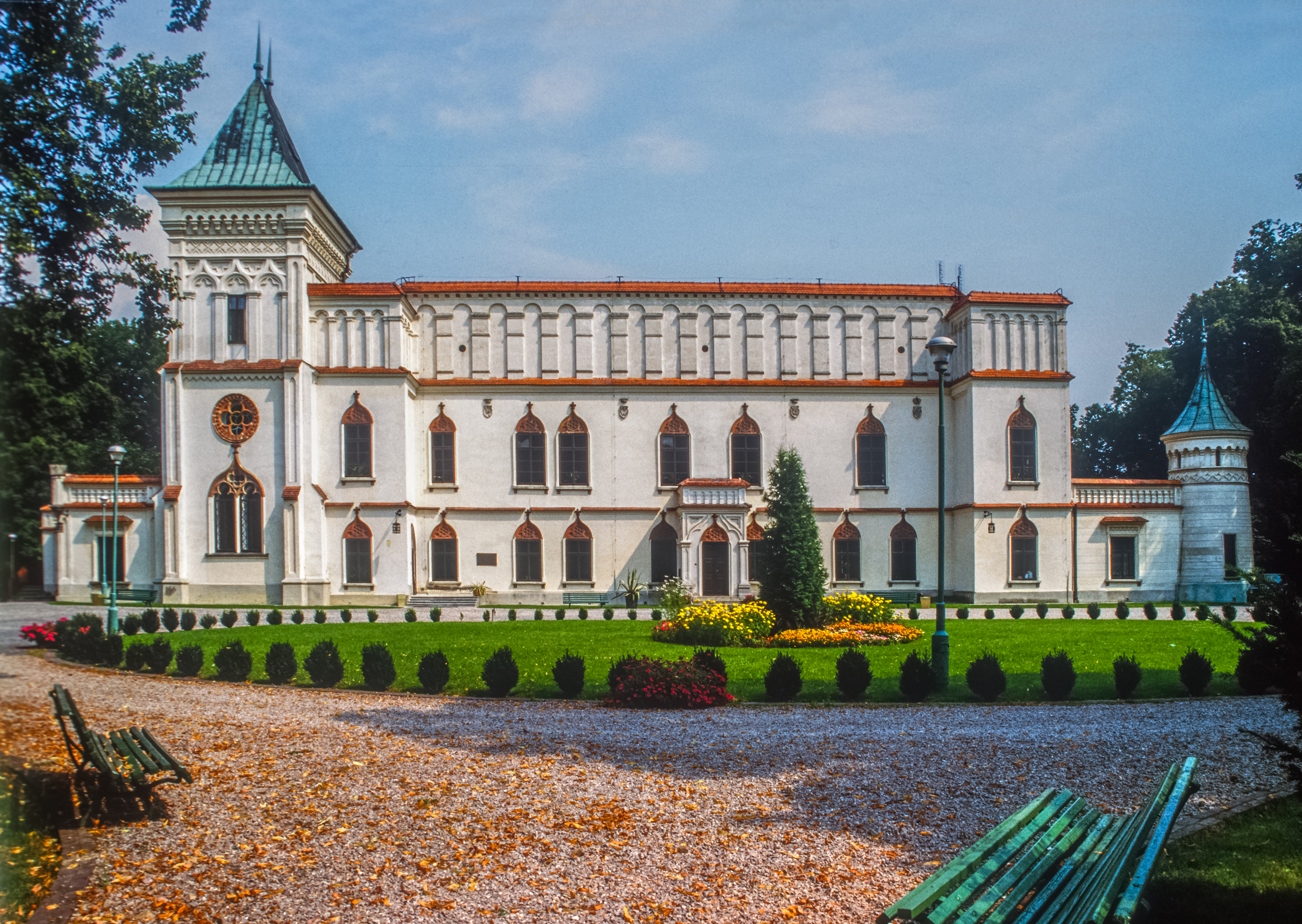
Pałac w Przecławiu
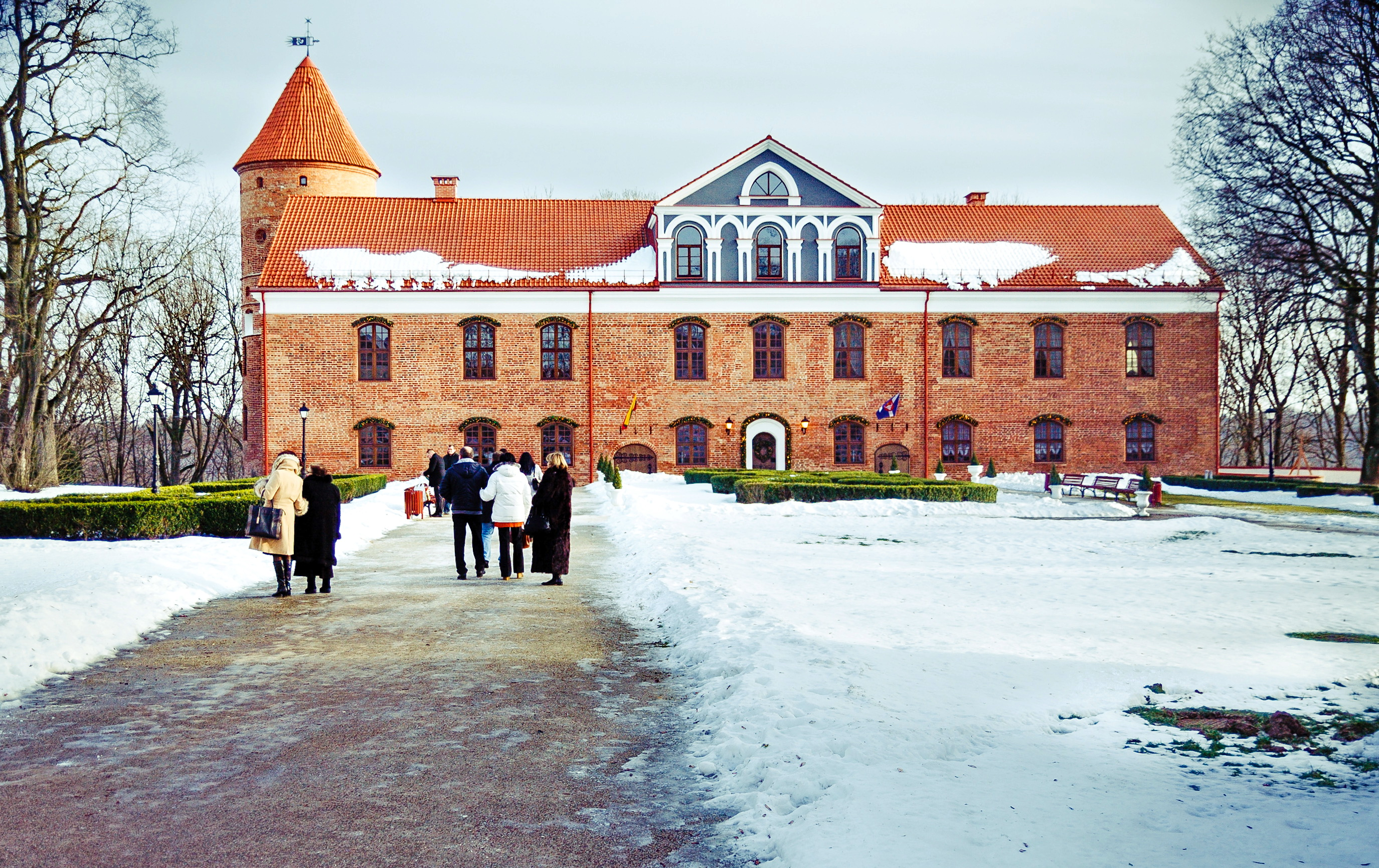
Pałac w Czerwonym Dworze (Raudondvaris), tamże bazylika św. Teresy
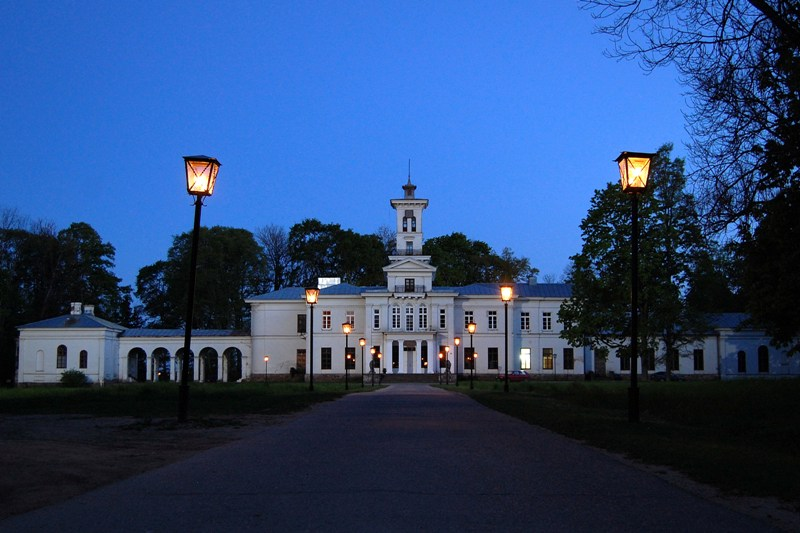
Pałac w Birżach (majątek Ostrów)
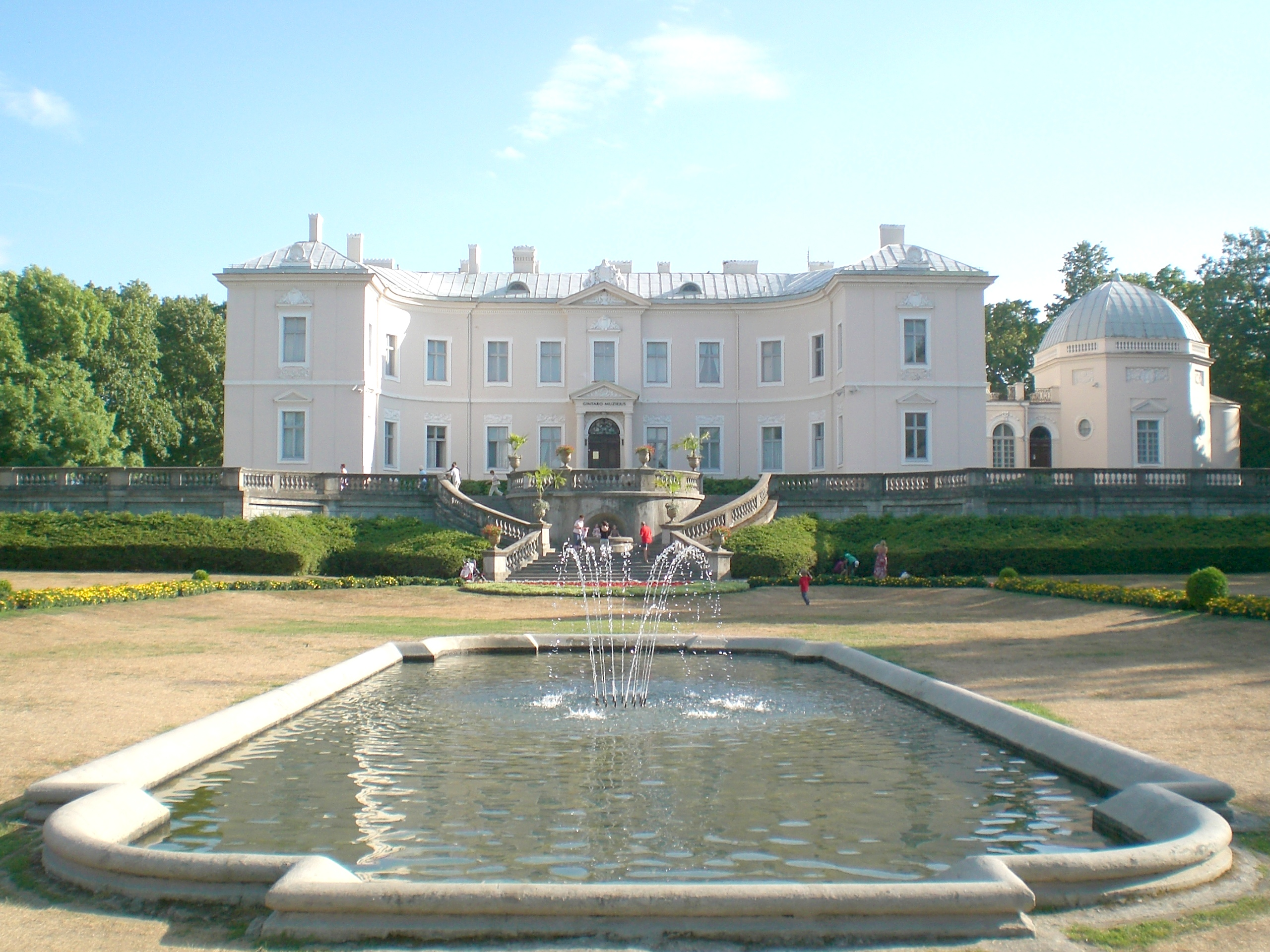
Pałac w Połądze, obecnie Muzeum Bursztynu
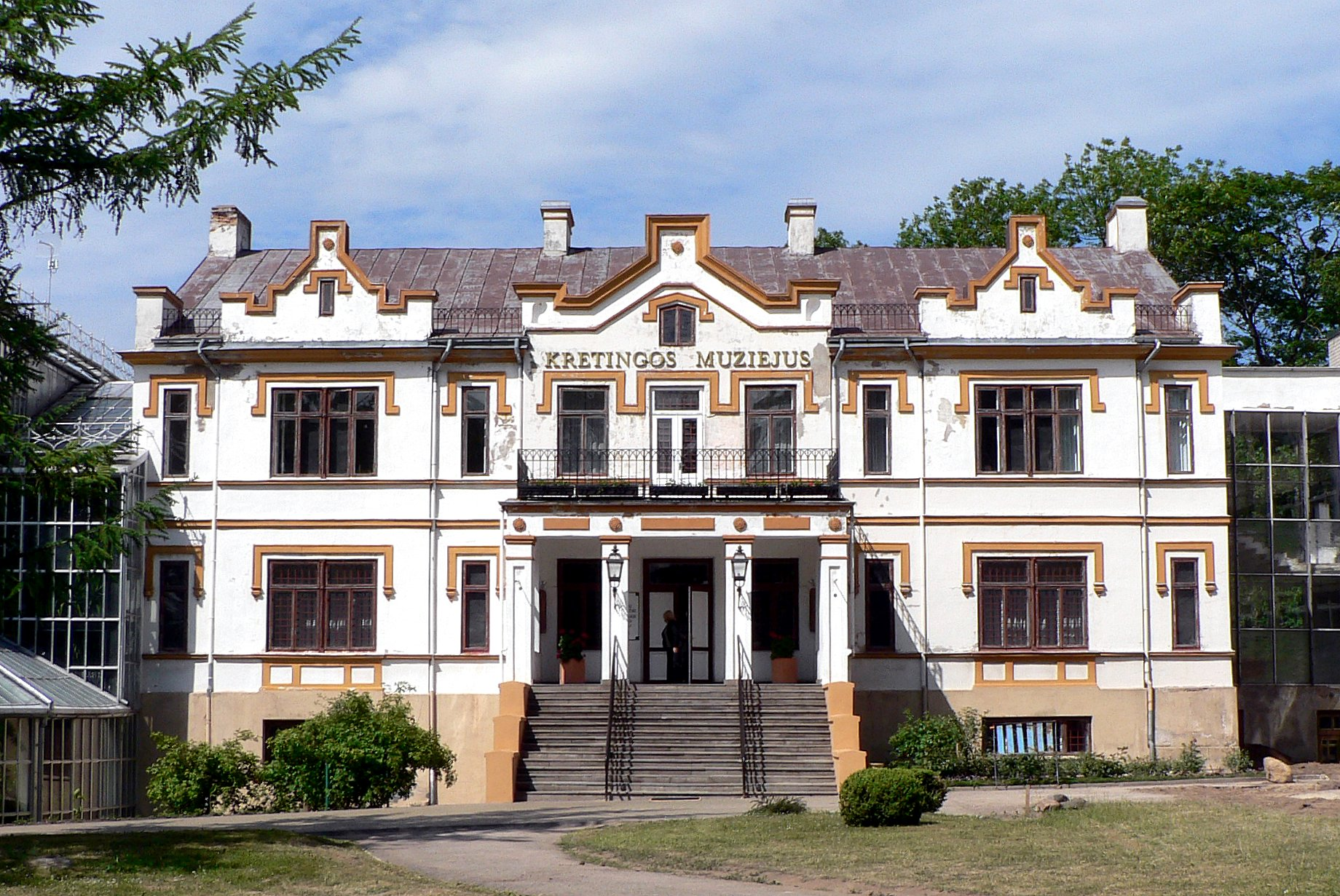
Pałac w Kretyndze
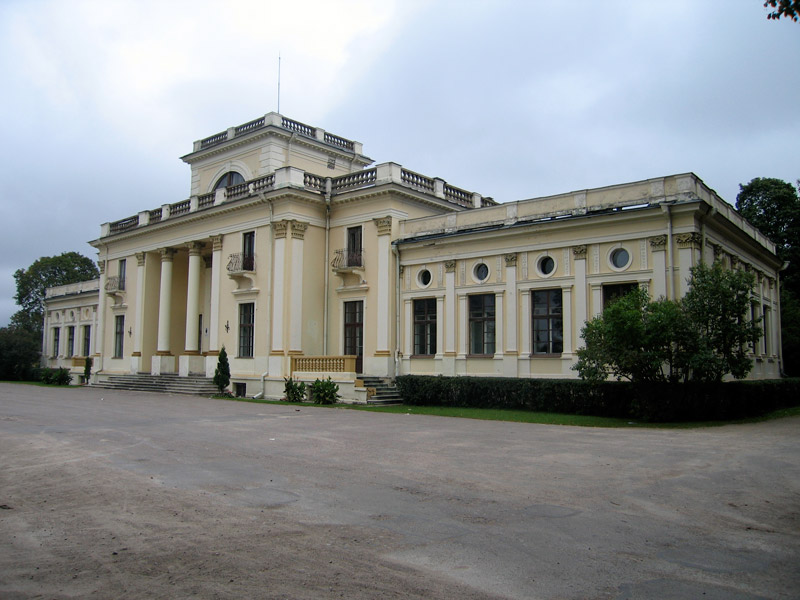
Pałac w Wace Trockiej (Trakų Vokė)
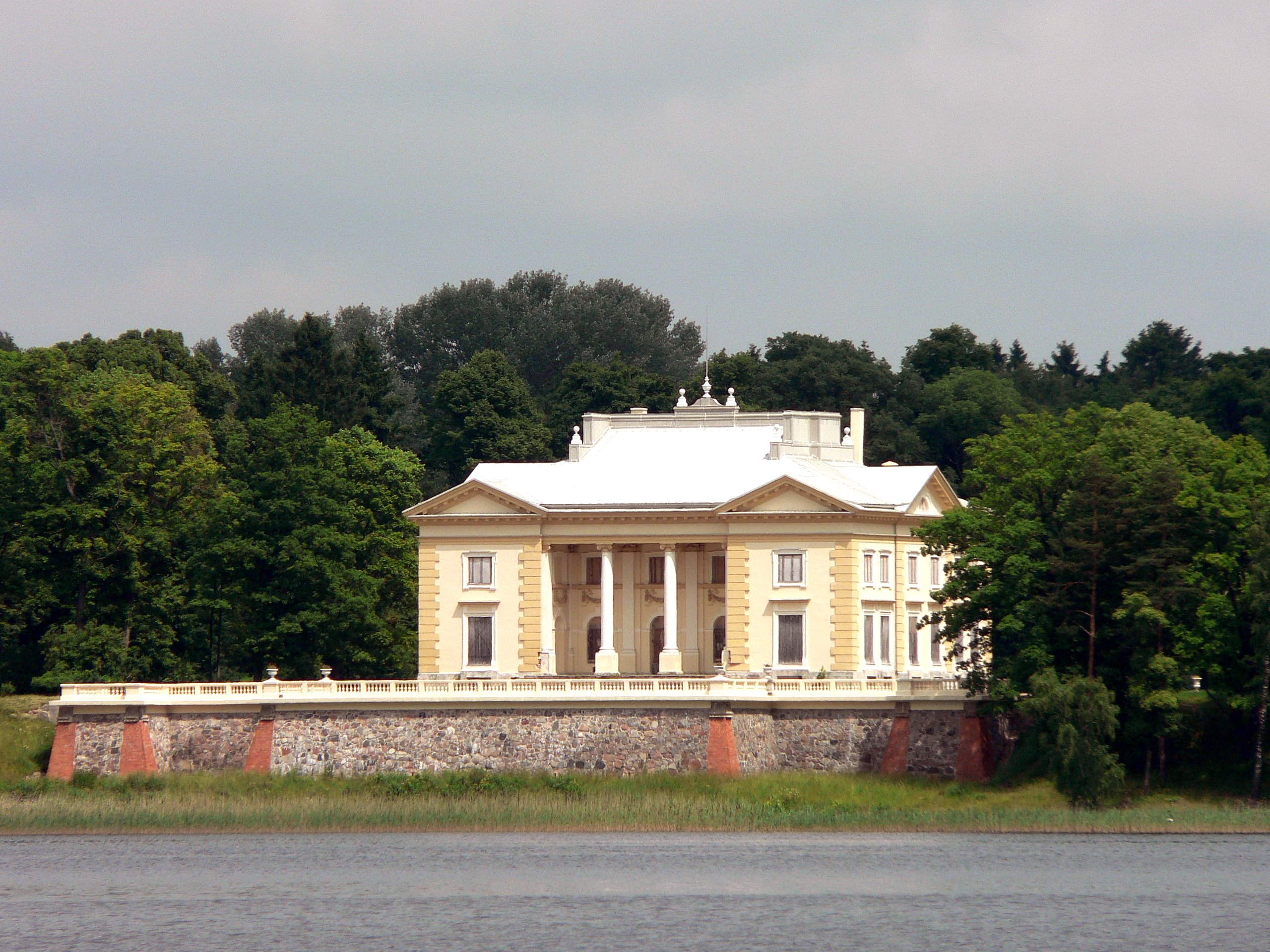
Pałac Tyszkiewiczów w Zatroczu (Troki)
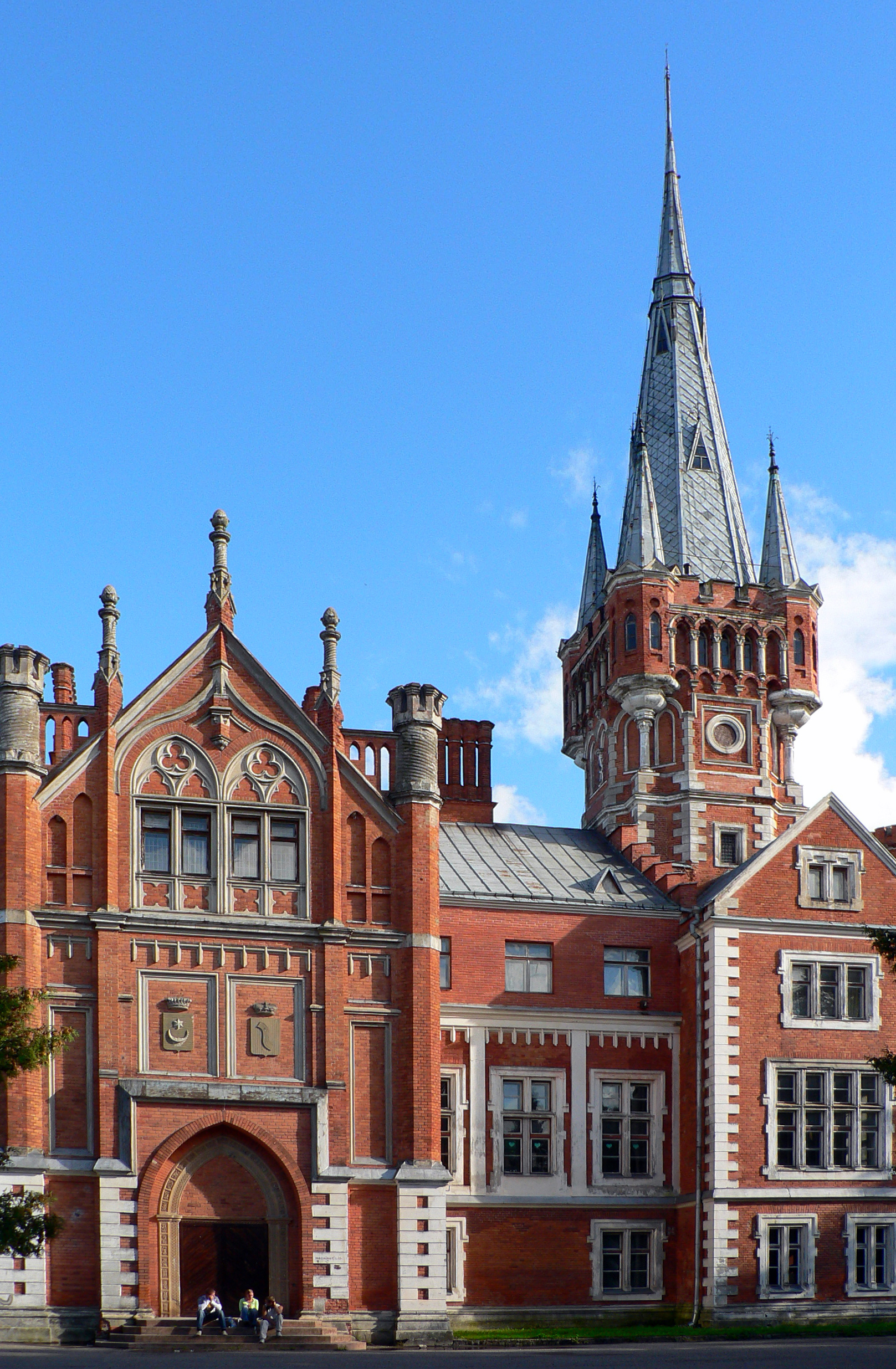
Pałac w Landwarowie
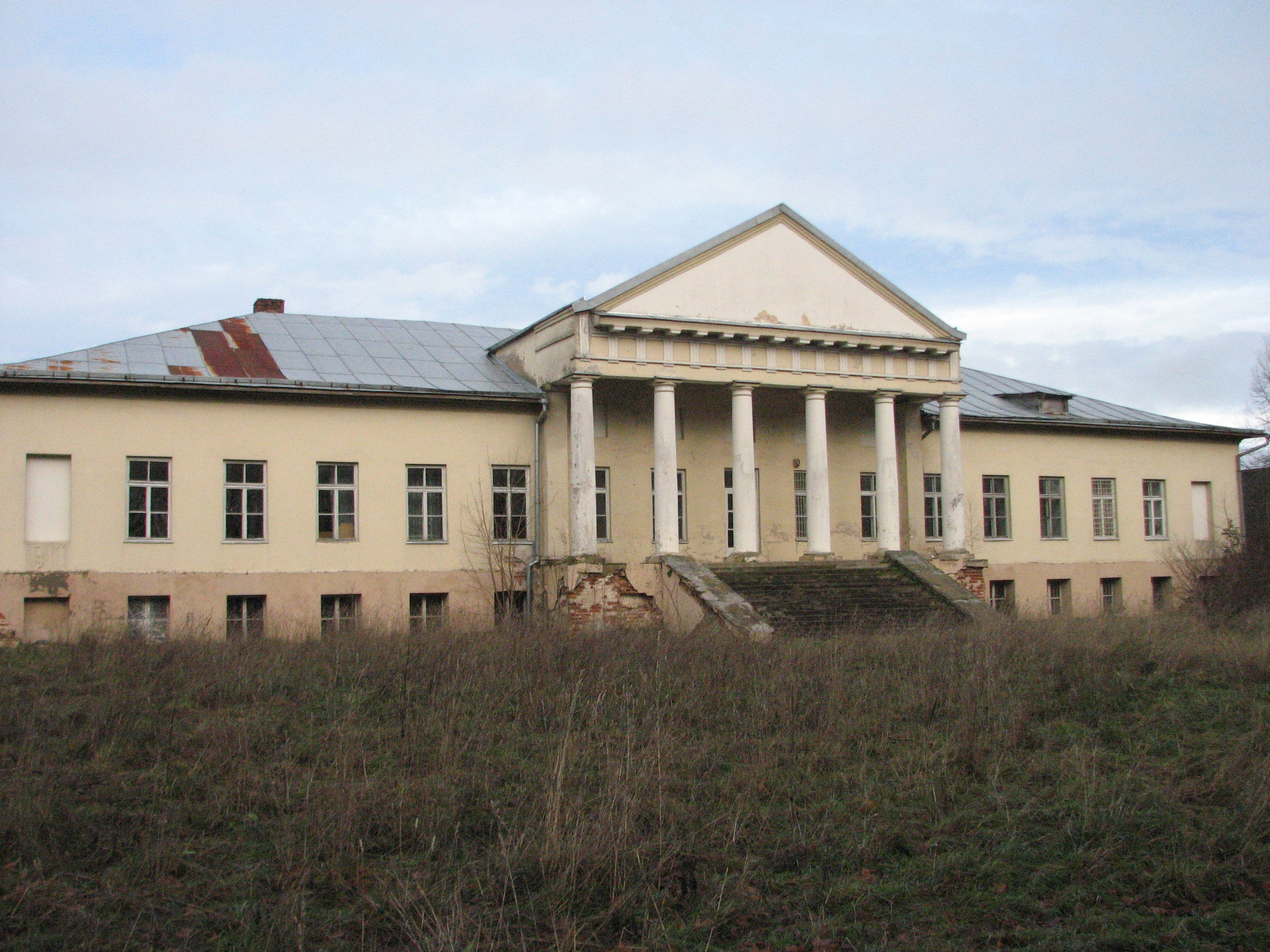
Dwór w Ornianach
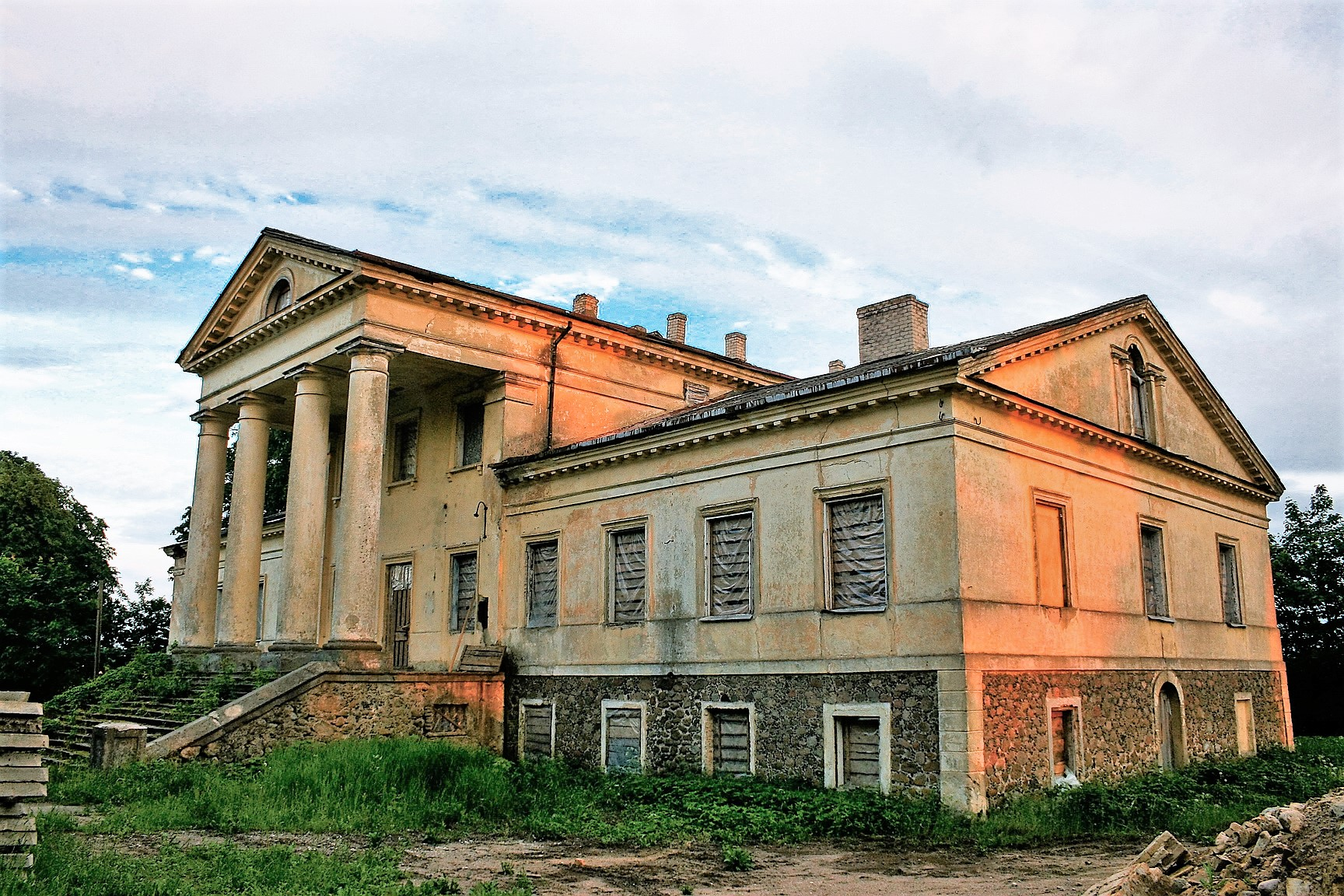
Dwór w Niemieżu
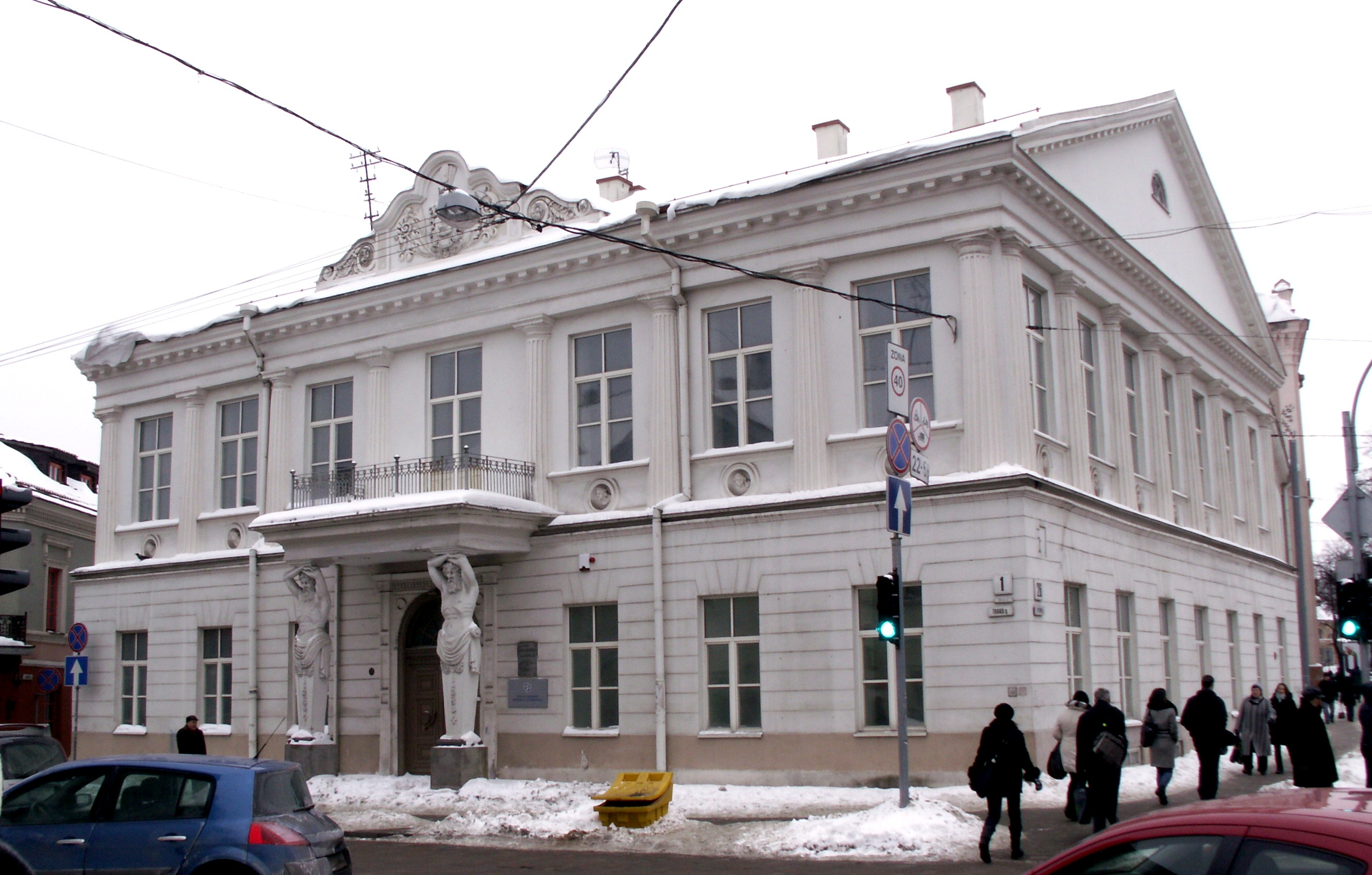
Pałac w Wilnie
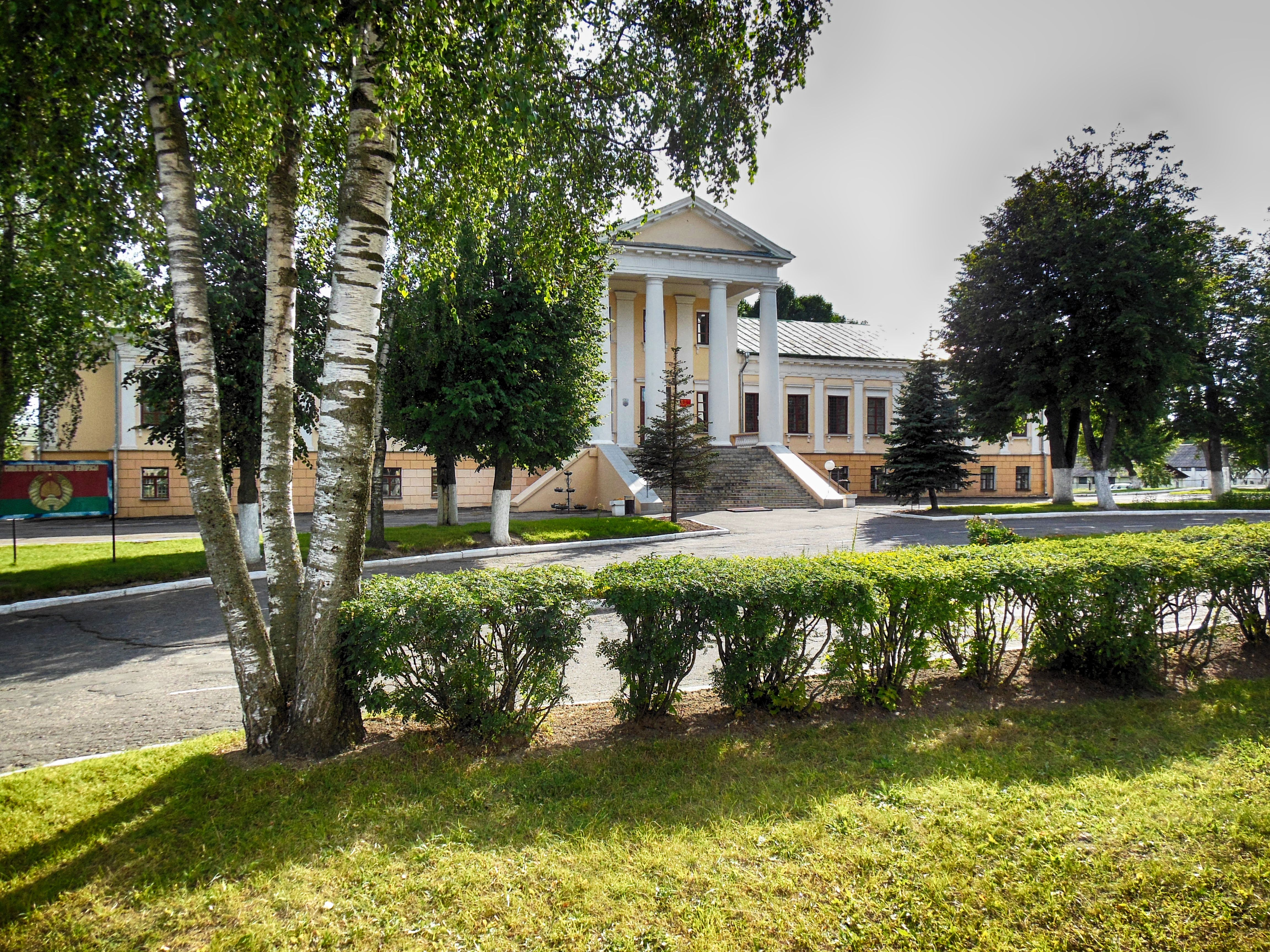
Pałac w Wołożynie
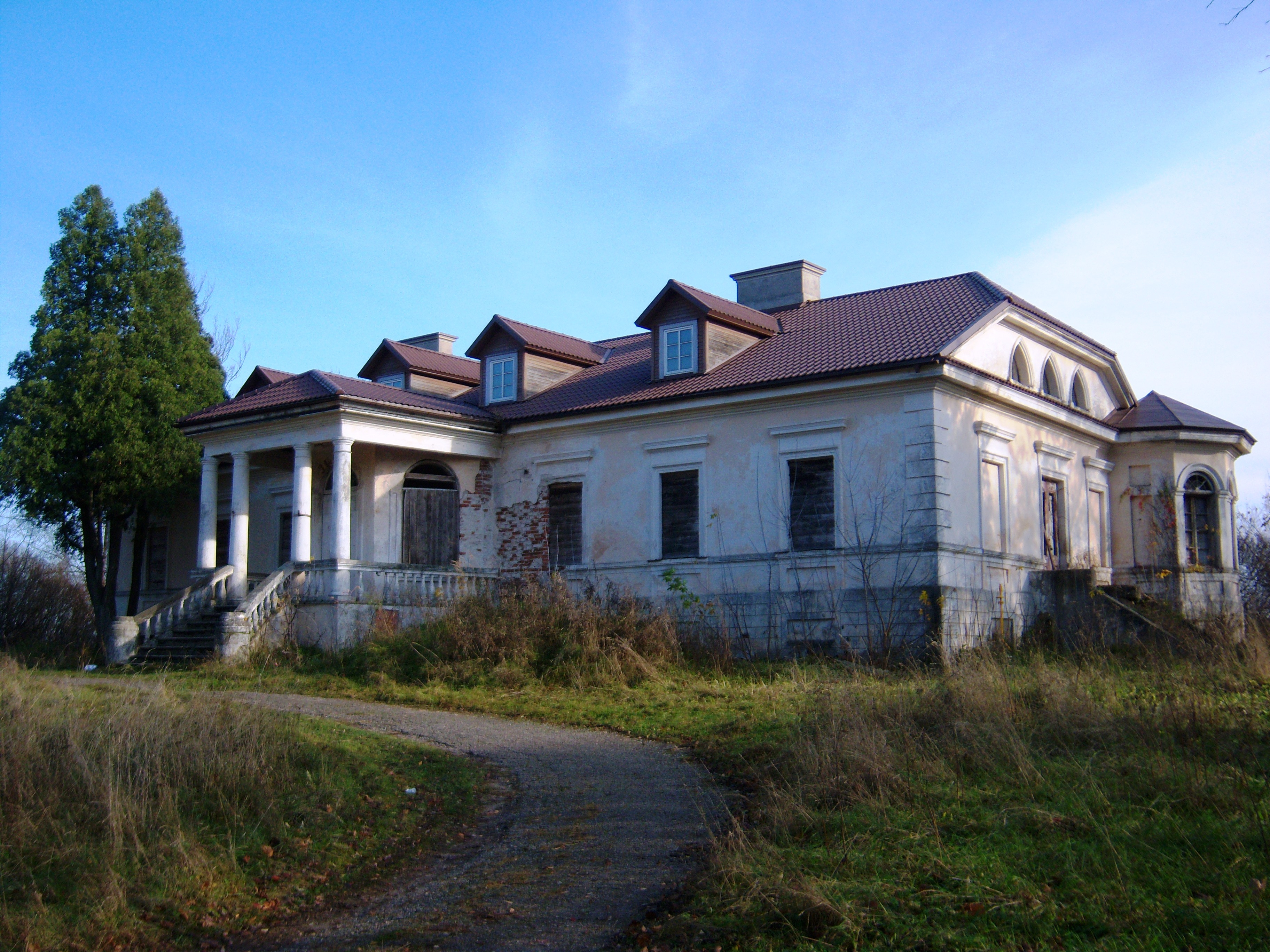
Dwór w Leonpolu
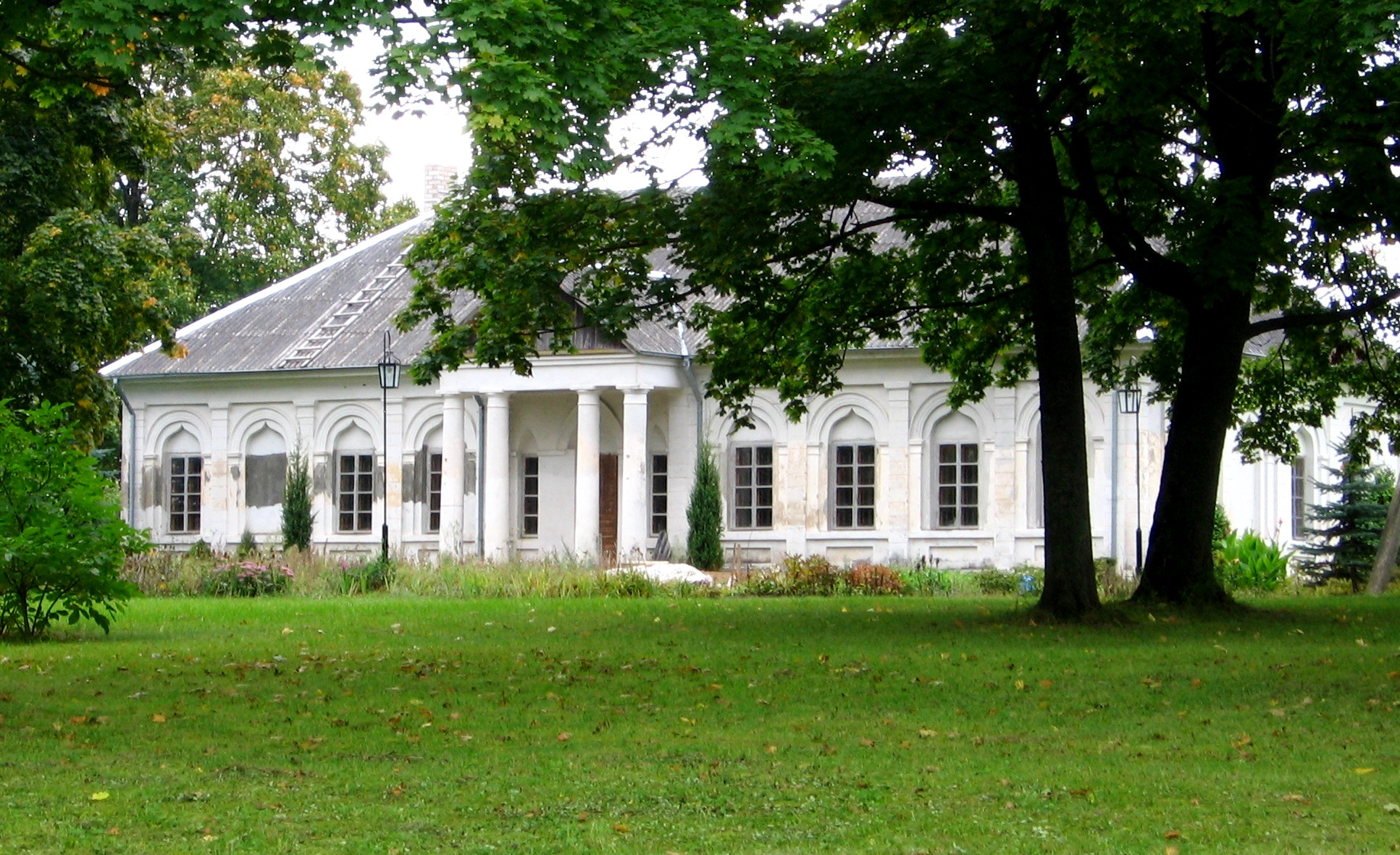
Dwór w Żyżmorach
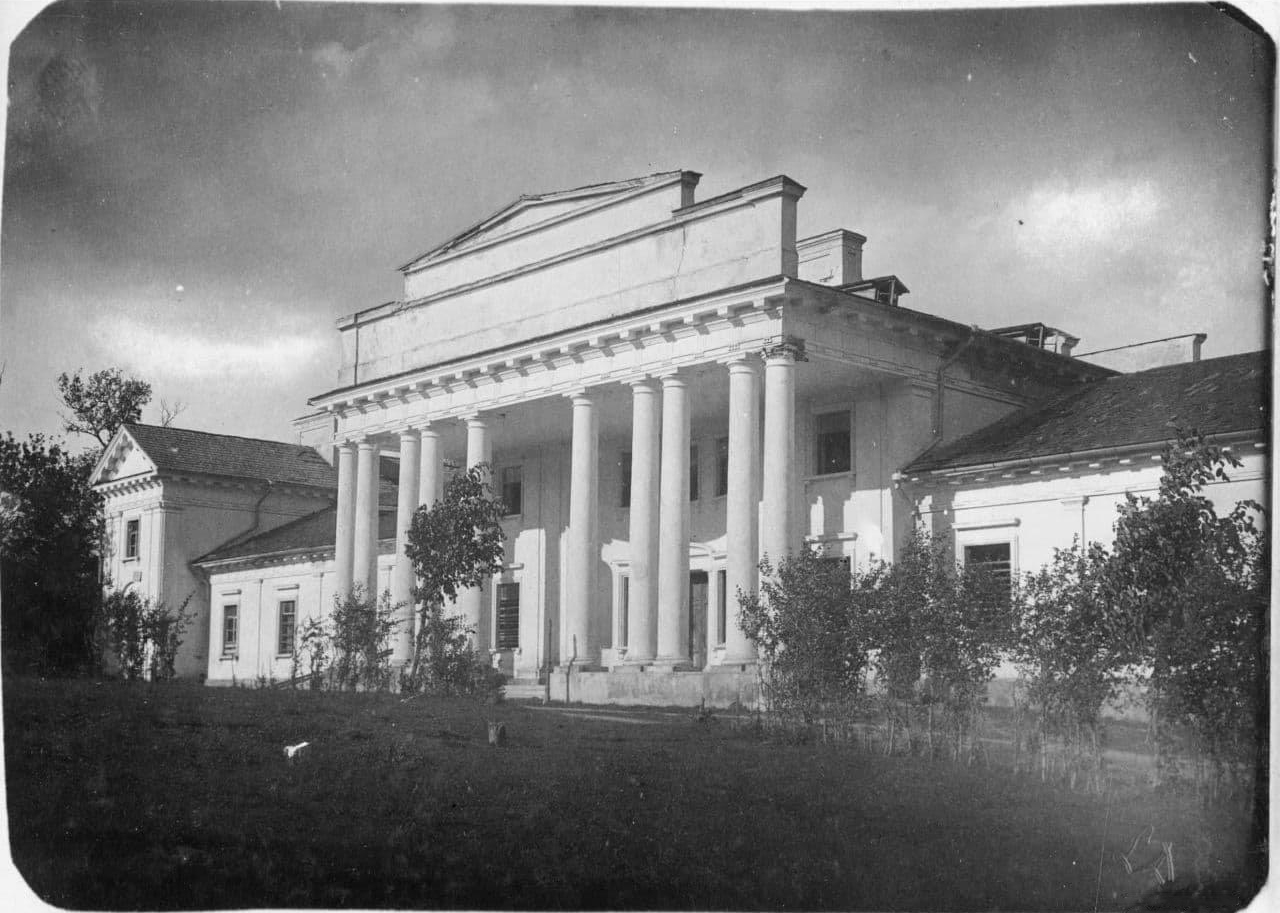
Pałac w Łohojsku (obecnie ruina)
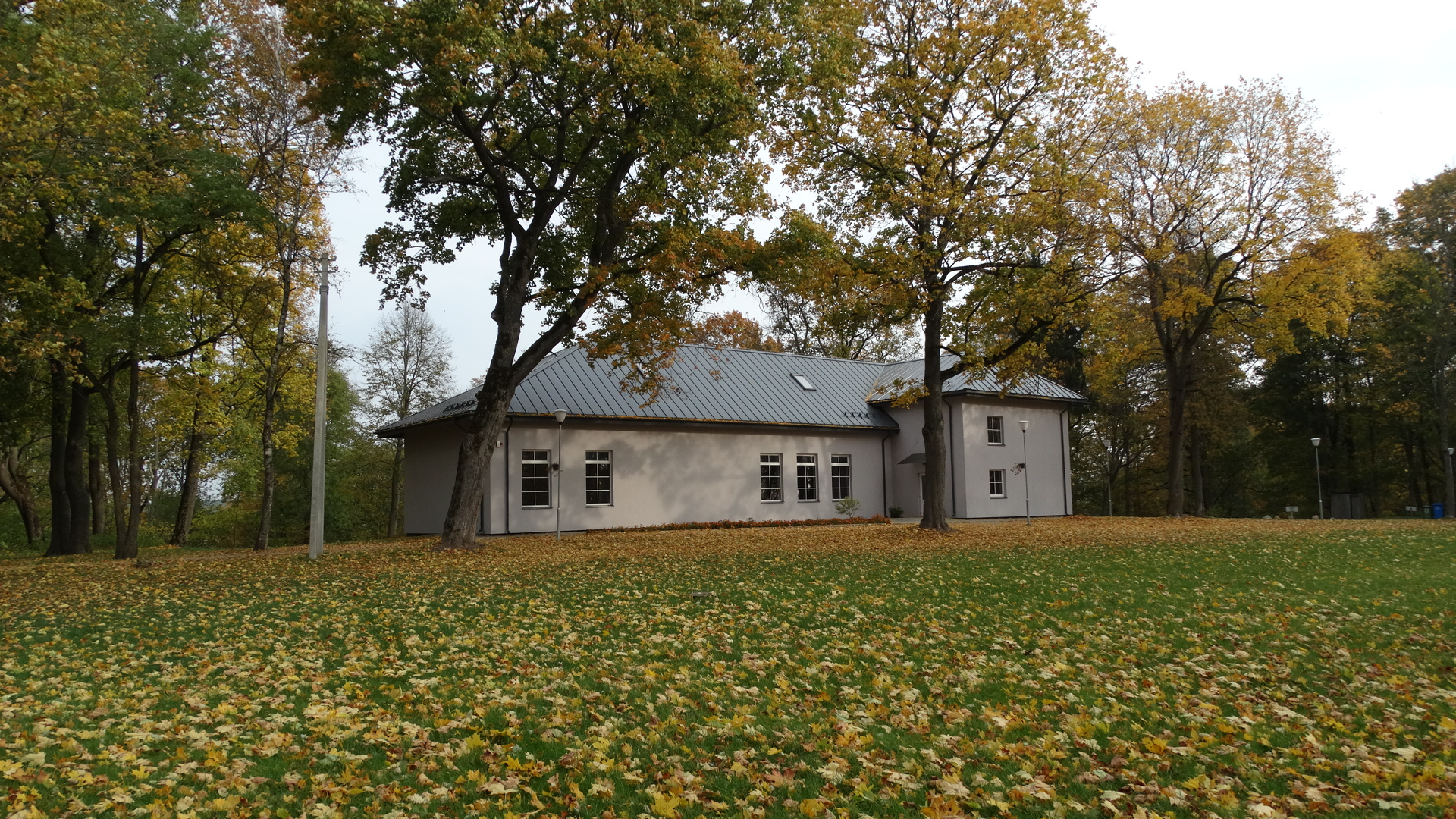
Dawne zabudowania dworskie w Balwierzyszkach (dwór nie istnieje)
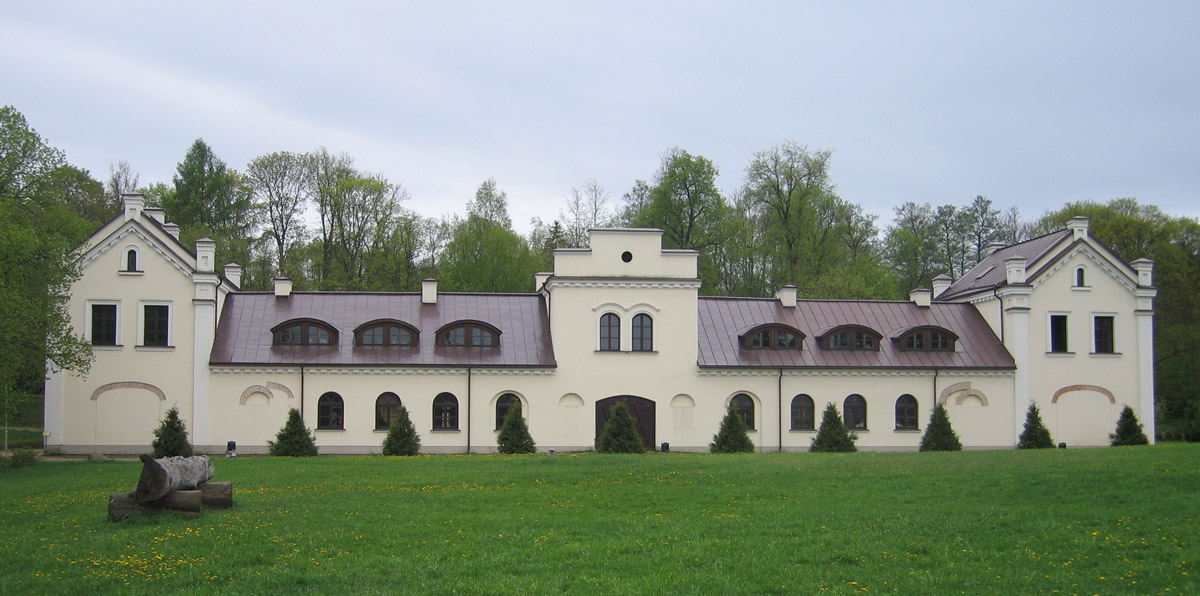
Stajnie w zespole dworskim w Kojranach (Wilno) (dwór nie istnieje)
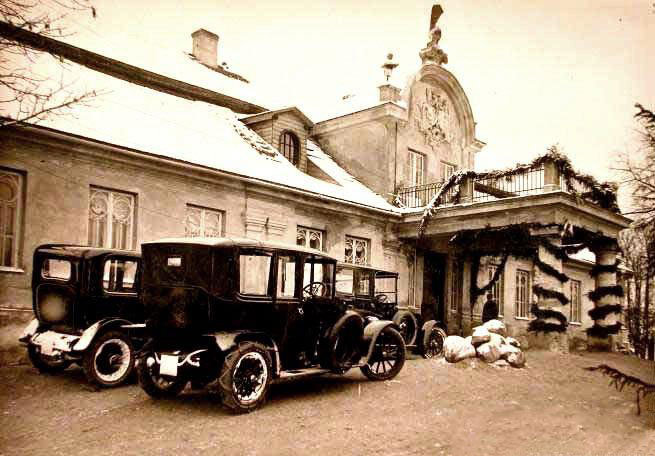
Pałac w Duniłowiczach (nie istnieje)

Inne pałace Tyszkiewiczów:
- Pałac w Średnikach (lit. Seredžius) - tzw. Belweder
- Pałac w Pogorzeli
- Pałac w Weryni z roku 1900, projektu krakowskiego architekta Tadeusza Stryjeńskiego
- Pałacyk w Dubinkach